# 장재열
장재열(1985년 9월 4일 ~ )은 대한민국의 수필가이다. 1985년 경상남도 창원시에서 태어났다. 서울대학교 디자인학부를 졸업하였다.

## 작품 목록

### 에세이
- 사직서에는 아무도 진실을 말하지 않는다
- 오늘도 울지 않고 살아낸 너에게